# Bengt Bagge (1594–1660)
Bengt Bagge af Berga, född 10 januari 1594, död 1 april 1660, var en svensk landshövding.
Vice guvernör över Preussen 15 maj 1632. Gifte sig med Elsa Ryning (–1656), dotter till riksrådet Peder Nilsson Ryning, och friherrinnan Kerstin Gyllenstierna dotter till Nils Gyllenstierna av  friherrliga ätten Gyllenstierna af Lundholm.